# Luis Cipriano
Luis Cipriano (født 25. september 1964 i Castelo Branco, Portugal) er en portugisisk komponist, dirigent og lærer.
Cipriano studerede komposition på Eugenio de Castro School i Coimbra. Han har skrevet 3 symfonier, orkesterværker, symfoniske digtninge, kammermusik, korværker, messer, etc. Cipriano har instrueret flere forskellig orkestre og kor i byen Castelo Branco, og han har dirigeret mange forskellige symfoniorkestre i Europa, og har vundet priser for mange af sine kompositioner. Han er i dag dirigent for Orquestra Clássica da Beira Interior, og underviser koret Misto da Beira Interior.

## Udvalgte værker
- Symfoni nr. 1 "Belmonte" (1998-1999) - for orkester og kor
- Symfoni nr. 2 "Pedro Álvares Cabral" (1999-2000) - for orkester og kor
- Symfoni nr. 3 "Pilgrimsrejse" (2013-2014) - for orkester og kor
- "Monsanto" (2017) - (Symfonisk digtning)- for orkester